# Élanie

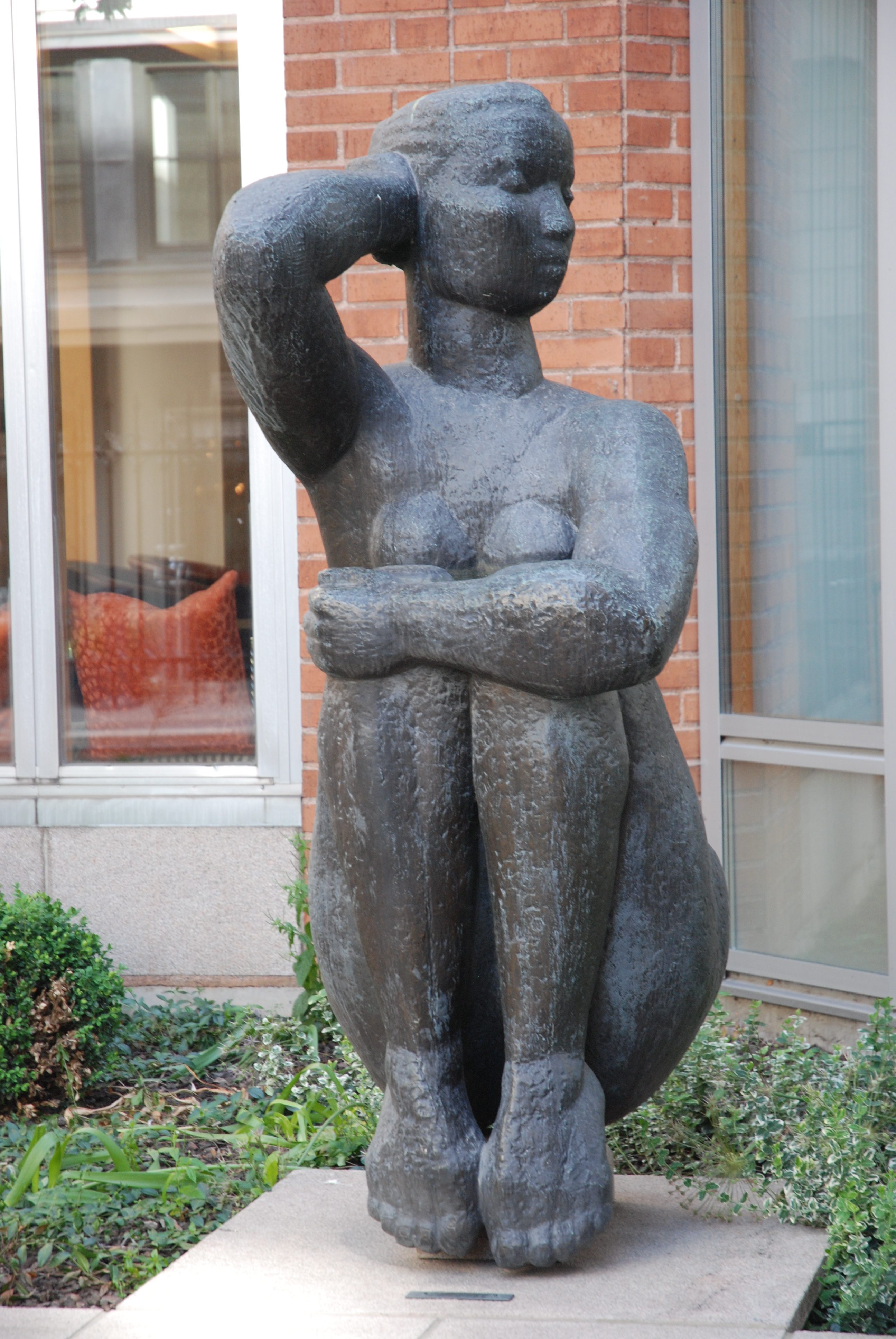
Sittande Élanie på Blasieholmen

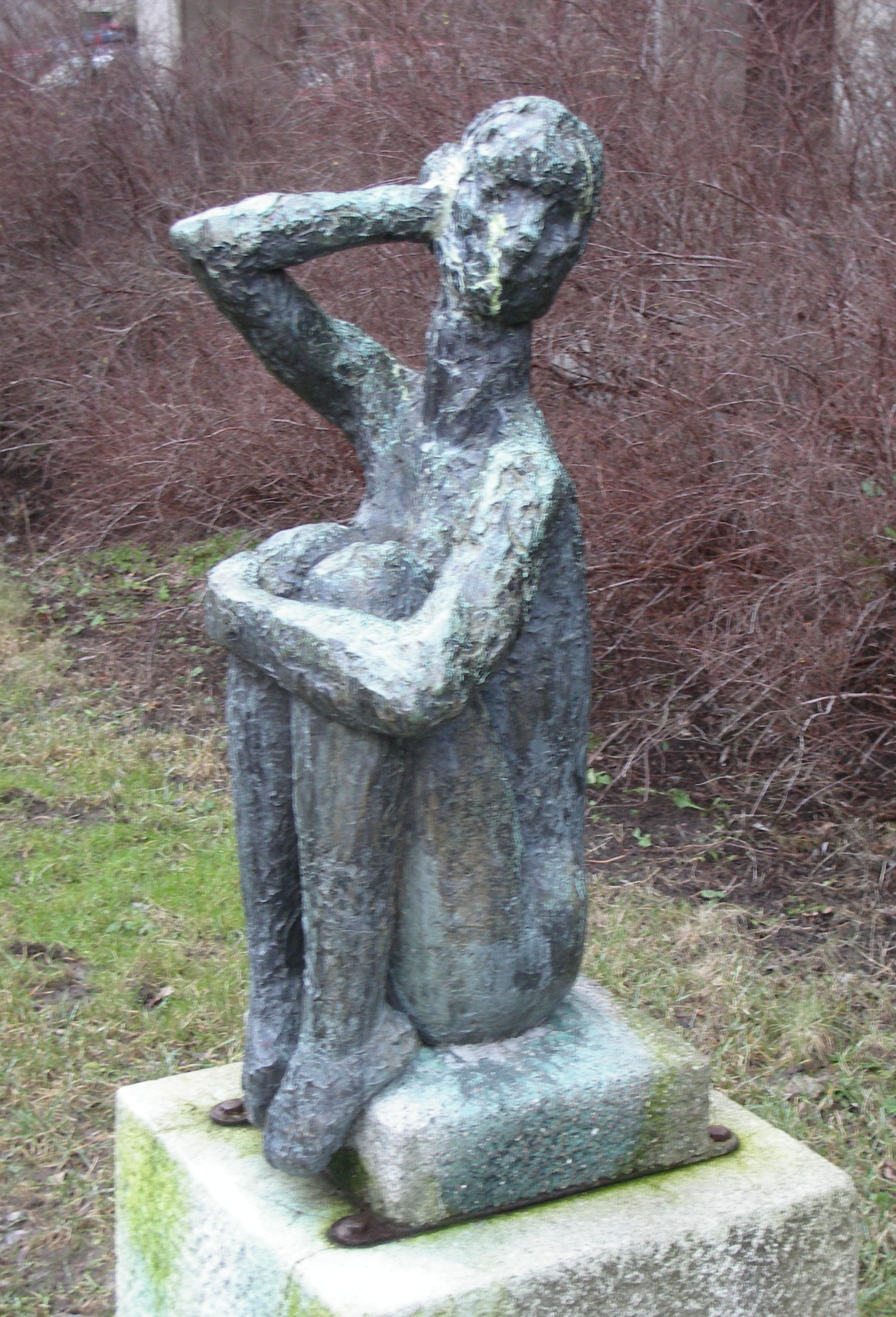
Oskuld i Västertorps skulpturpark

Élanie är namnet på två skulpturer av Liss Eriksson.
Den ena Élanie-skulpturen visar en kraftigt byggd modell liggande knäböjande och den andra samma modell i en liknande kroppsställning, fastän sittande. Liss Eriksson har också bearbetat den första skissen från 1948 långt tidigare till skulpturen Oskuld 1953.
Liss Eriksson gjorde den första skissen 1948 i Paris av den svenska modellen Solveig Vedin, som tidigare arbetat som modell på Konstakademien. Élanie I färdigställdes först 1975. 

## Lokaler för skulpturer på Élanie-temat
- Élanie I, utanför biblioteket i Sunne 59°50′13.90″N 13°08′40.61″Ö / 59.8371944°N 13.1446139°Ö
- Élanie I, i Boulognerskogen i Skövde 58°23′26″N 13°51′30″Ö / 58.39056°N 13.85833°Ö (tidigare utanför Skövde Kulturhus)
- Élanie I, utanför vårdcentralen på Kronoparken i Karlstad 59°24′25.08″N 13°34′43.65″Ö / 59.4069667°N 13.5787917°Ö
- Élanie II, utanför tidigare SAF-huset utanför Blasieholmsgatan 5 Blasieholmen i Stockholm 59°19′47.79″N 18°04′35.86″Ö / 59.3299417°N 18.0766278°Ö
- Élanie II, utanför Höglandssjukhuset i Eksjö
- Oskuld, i Västertorps skulpturpark, Skidvägen i Västertorp i Stockholm 59°17′41.50″N 17°58′27.55″Ö / 59.2948611°N 17.9743194°Ö
- Oskuld, i Norrköping [1]

## Bilder

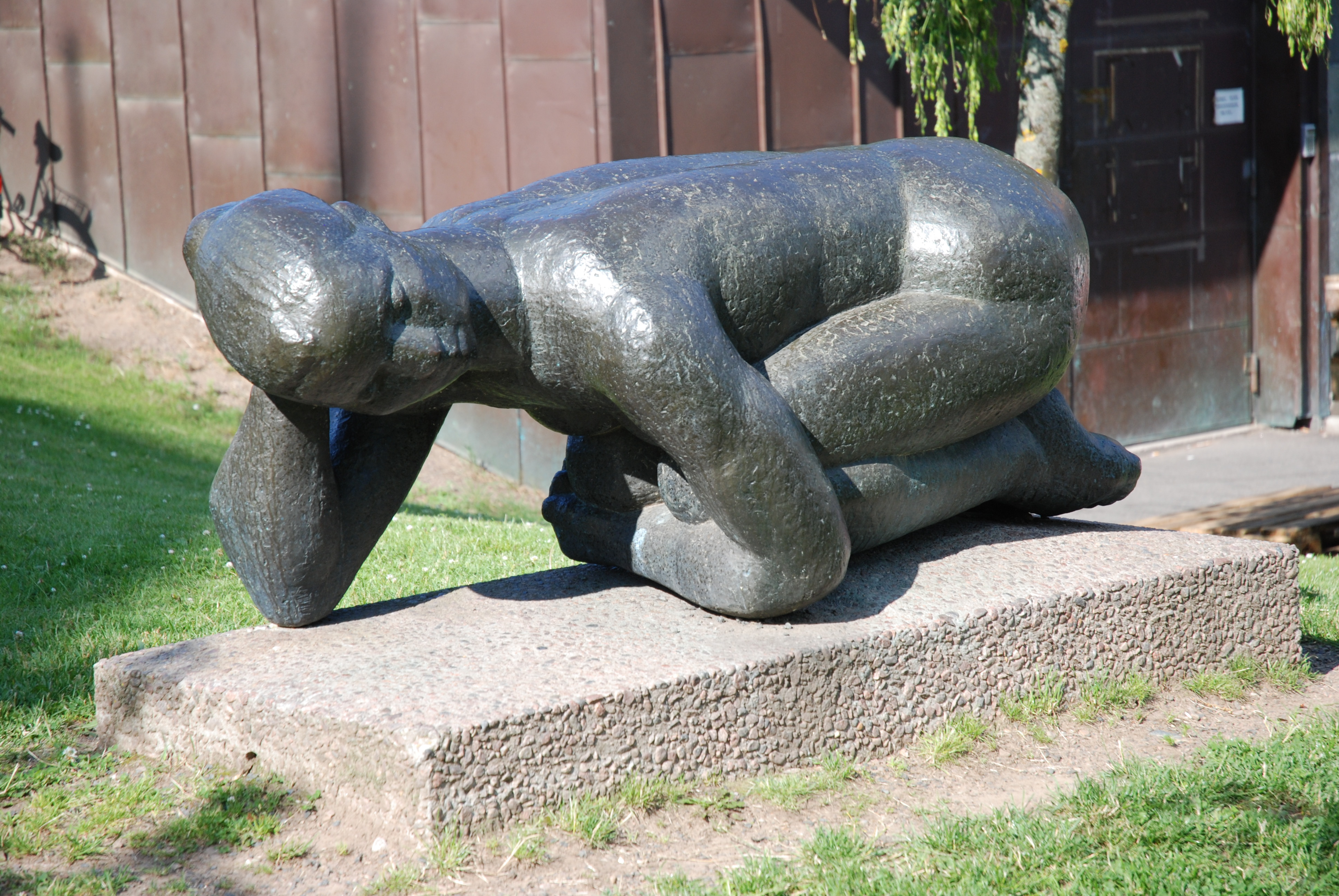
Liggande Élanie utanför Kulturhuset i Skövde.
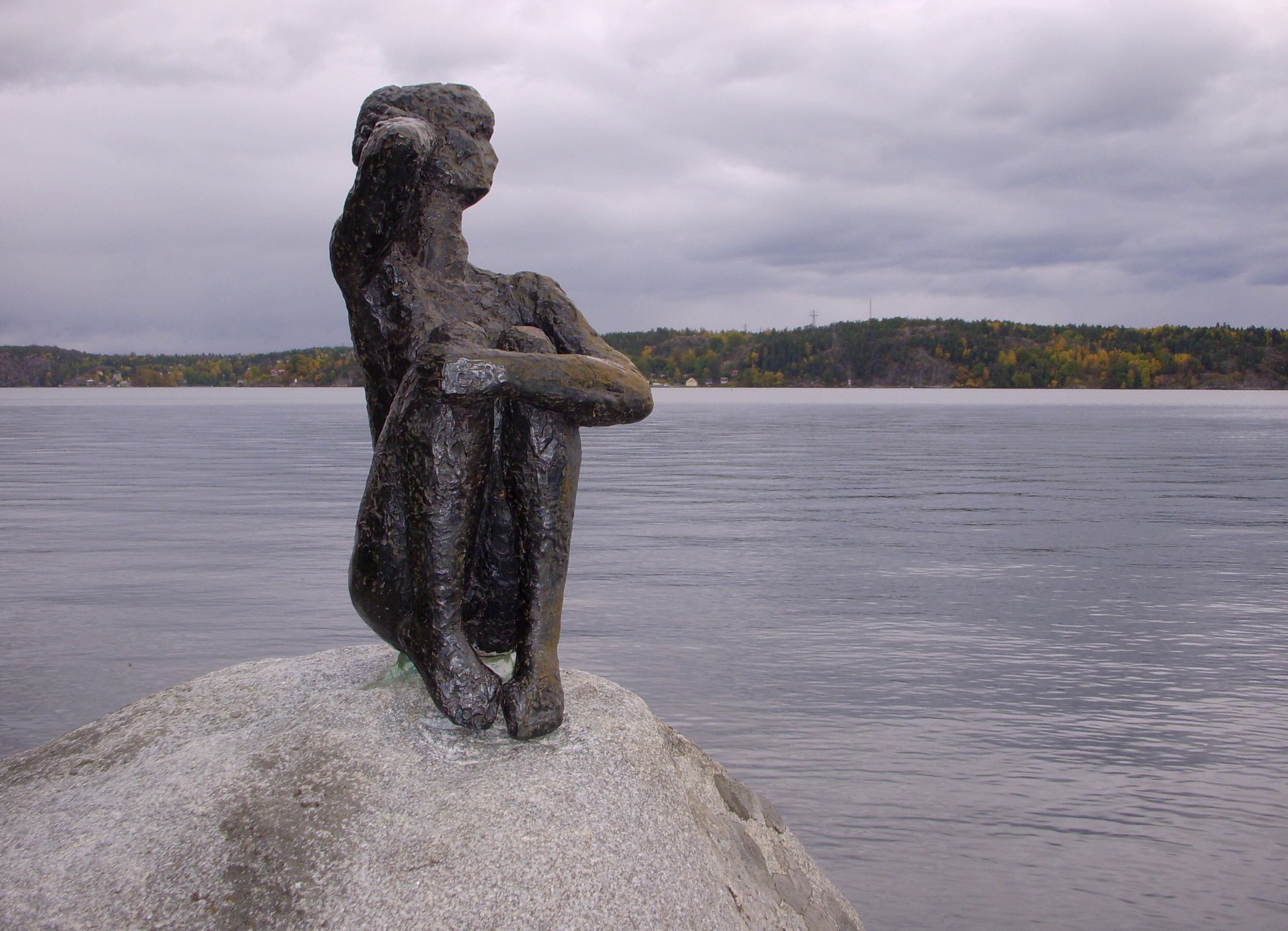
La Pucelle på Lidingö.